# Giuseppe Panattoni
Giuseppe Panattoni (Lari, 9 settembre 1802 – Firenze, 11 febbraio 1874) è stato un avvocato e politico italiano.

## Biografia
Nel novembre 1847 è tra i principali collaboratori, insieme ad altri come Lodovico Bosellini, del primo numero del mensile La Temi di Firenze (diretto da Carlo Guarnacci). La rivista proseguirà con qualche interruzione fino al settembre 1864.
In politica fu all'inizio lealista. Negli anni '30, credendo nella possibilità che le riforme di Leopoldo II di Toscana, prese pubbliche posizioni in favore della dinastia lorenese, come dimostra la presenza del suo nome tra i sottoscrittori del monumento a Leopoldo I, sovrano di Toscana.
Negli anni '40 fu quindi membro del Partito Liberale (guidato da Bettino Ricasoli, l'inventore del vino Chianti), che dopo la fine della stagione costituzionalista in Toscana, nel 1849, iniziò a vedere nell'unione (paritetica) del suo paese al Regno di Sardegna il modo migliore per osteggiare il rafforzamento del potere statale perorato dai granduchi lorenesi e per difendere le prerogative della classe dominante (aristocratica) toscana.
Iniziò l'attività come deputato di Lari, dove ancora oggi è possibile visitare il palazzo di famiglia, al Parlamento toscano riunitosi dal 22 giugno 1848 all'8 febbraio 1849 sotto il nome di Consiglio Generale.
Fu altresì eletto, insieme a Lorenzo Panattoni, all'Assemblea Costituente Toscana inaugurata il 25 marzo 1849 e chiusasi il 12 aprile 1849.
Fu, sempre insieme a Lorenzo Panattoni, all'Assemblea dei Rappresentanti della Toscana, creata l'11 agosto 1859 e riunitasi per l'ultima volta il 20 marzo 1860 per sancire l'unificazione della Toscana al Piemonte.
Tra le varie cose lo si ricorda per aver assistito Alessandro Manzoni nella diatriba editoriale con Le Monnier.
Venne nominato senatore del Regno d'Italia nel 1870, restando in carica fino alla morte, sopraggiunta nel febbraio 1874, all'età di 71 anni,

## Opere
- Giuseppe Panattoni e Lorenzo Panattoni, Memoria sulla riproduzione dei Promessi sposi del c. Alessandro Manzoni fatta in Firenze nel 1845 dal sig. F. Le Monnier: Repliche giuridiche e Rettificazione alla difesa del Tipografo ricorrente avanti la C. di Cassazione della Toscana, Tipografia Barbèra, Firenze, 1861